# Lojstasjöarna

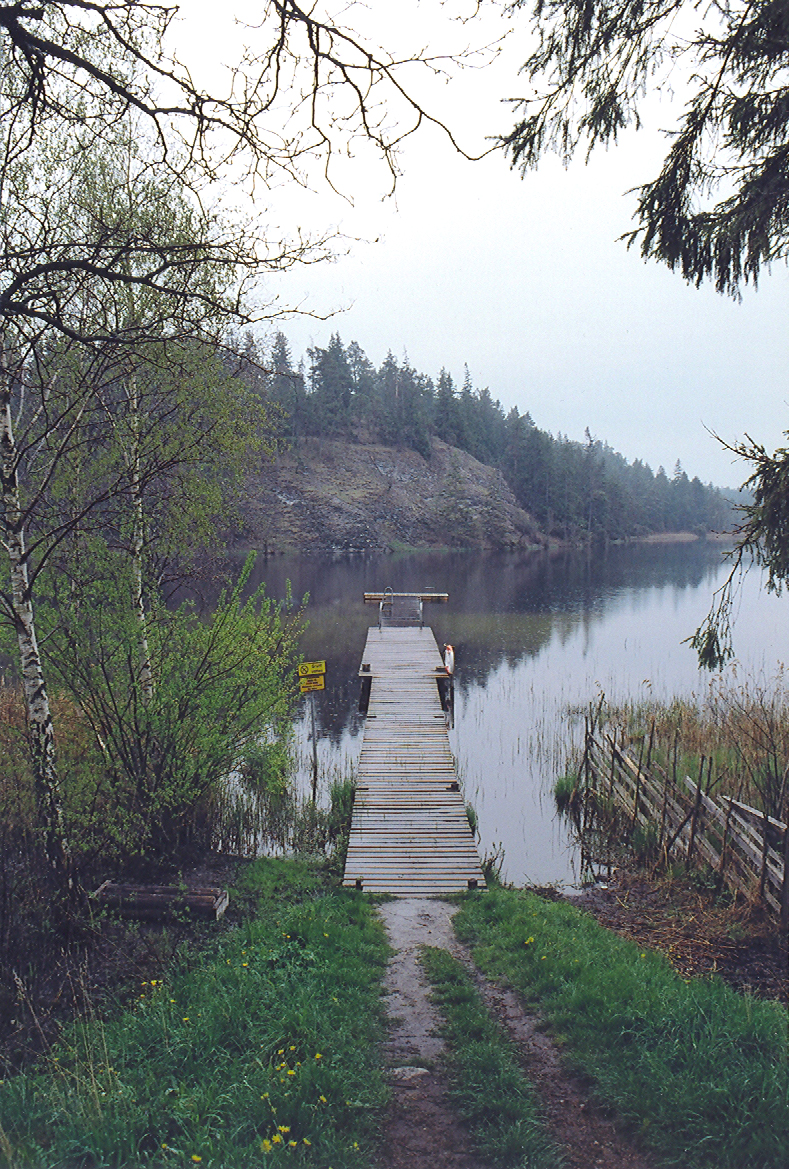
Lojstasjöarna, bryggan i Broträsk

Lojstasjöarna är fem insjöar i Lojsta socken och Stånga socken på mellersta Gotland. Sjöarna heter (från väster) Bjärsträsk, Fridträsk, Rammträsk, Slottsträsk och Broträsk. De avvattnas av Storkanalen som mynnar vid Kvarnåkershamn på sydvästra Gotland.
Lojstasjöarna bildar ett säreget landskap på Gotland som snarare påminner om ett mellansvenskt sprickdalslandskap med sina branta klippor och djupa sjöar. Övriga sjöar på Gotland är i allmänhet mycket grunda och består av skålformiga svackor i berggrunden som fyllts med vatten. I till exempel Bästeträsk är största djupet 5,5 meter och i Tingstäde träsk inte mer än 3 meter. I motsats till detta är Lojstasjöarna förhållandevis djupa, flertalet är mer än 10 meter djupa. Djupast är Rammträsk med ett största djup på 17 meter.
I området runt Lojstasjöarna innehåller berggrunden ovanligt mycket revkalksten. Den, som tidigare varit omgiven av lagrad kalksten, blev kvar som höga kullar när den senaste inlandsisen hyvlade av berggrunden och förde bort den lagrade kalkstenen. Längs Lojstasjöarnas sydsida löper ett stråk av höga kullar av revkalksten som är synnerligen rika på fossil. Revkalkstenen har genomgående en brant nordsida som på vissa ställen stupar lodrätt ner i sjöarna. I dessa branta klintar förekommer mindre grottor, de största av dessa finns vid Rammträsk och Broträsk.
I flera av Lojstasjöarna finns rika förekomster av vit näckros, en växt som i övrigt är ovanlig i gotländska sjöar.
Gotländska sjöar benämns vanligtvis ”träsk”. Slottsträsk, som även kallats för Lillträsk, har fått sitt namn efter den medeltida fornlämningen Lojsta slott, som ligger i dess anslutning.

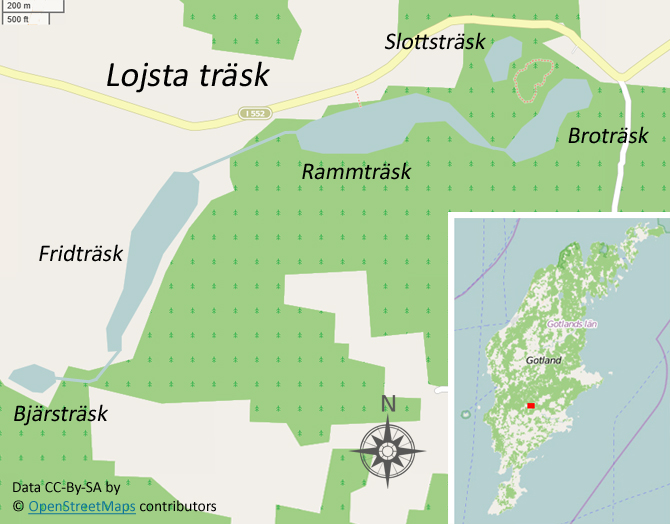
Lojstasjöarna